# Cucina barese
La cucina barese identifica la tradizione culinaria di Bari rappresentando quindi tutte le specialità gastronomiche baresi che attualmente sono note poiché i discendenti di emigrati baresi, essendo diversi milioni nel mondo, hanno diffuso le tante ricette ovunque.

## Tipi di pasta
Tra i tipi di pasta asciutta sono noti:
- Cavatelli
- Orecchiette
- Maltagliate
- Strascinati
- Tripoline
- Troccoli
- Lagane

## Tipi di latticino
- Mozzarella
- Fior di latte
- Burrata
- Ricotta
- Pallone di Gravina
- Canestrato Pugliese

## Tipi di farinacei
- Focaccia alla barese
- Tarallo
- Frisella
- Panzerotto
- Pettole
- Sgagliozze

## Tipi di dolci
- Cartellate
- Sasanelli
- Bocconotto
- Scarcella
- Sospiro
- Zeppola
- Spumone

## Tipi di pietanze
- Parmigiana
- Panzerotto
- Riso patate e cozze
- Cozze gratinate